# HMS Nordenskjöld (12)
HMS Nordenskjöld (12) var en jagare i svenska flottan. Tillsammans med systerfartyget HMS Ehrensköld (11) utgjorde hon Ehrensköld-klassen, som med sin storlek och fart var ett stort steg inom den svenska jagarflottan. Fartyget sjösattes den 19 juni 1926. Hon deltog under andra världskriget i neutralitetsvakten och eskorterade handelsfartyg längs den svenska ostkusten. Särskilt malmtrafiken från Luleå till Tyskland behövde skyddas. Inom ramen för neutralitetsvakten kom hon därför att delta i jakten på de sovjetiska ubåtar som brutit sig ut ur finska viken i jakt på handelsfartyg.
Till en början hade Nordenskjöld fartygsnummer 12, vilket senare byttes till 2. År 1951–1952 byggdes fartyget om till fregatt och fick då fartygsnumret 72. Fartyget utrangerades 1963 och såldes för skrotning året därpå.

## Utformning och bestyckning
Nordenskjöld var 91,4 meter lång och hade ett maximalt deplacement av 1 000 ton. Skrovet var byggt av nitat stål med utfallande stäv och så kallad "kryssarakter", vilket innebar att den var rundad. På den förliga delen av däcket stod en överbyggnad med tre våningar som bland annat innehöll bryggan, styrhytten, sjukvårdsavdelningen och manskapsköket. 
Maskineriet utgjordes av tre oljeeldade ångpannor som levererade ånga till två ångturbiner, vilka drev var sin propeller. Maskineriet genererade 24 000 hästkrafter vilket gav en fart på 35 knop.
Nordenskjölds huvudbestyckning utgjordes av tre stycken 12 cm kanoner, som var placerade på fördäck, mellan skorstenarna respektive på akterdäck. I aktern fanns en luftvärnsbrygga med två 40 mm luftvärnsautomatkanoner. Vidare fanns torpedtuber, sjunkbombskastare och sjunkbombsfällare, även minor kunde medföras för utläggning.

## Historia
Nordenskjöld byggdes av Götaverken i Göteborg och sjösattes den 19 juni 1926. Fartyget fick sitt namn efter amiralen Otto Henrik Nordenskiöld. Från början hette fartyget O. H. Nordenskjöld, men förnamnet togs bort året efter dopet.
Sommaren 1929 eskorterade Nordenskjöld tillsammans med systerfartyget Ehrensköld pansarskeppet HMS Sverige under en resa till Estland och Lettland. Ombord på pansarskeppet fanns kung Gustaf V, och resan gick först till Tallinn och därefter Riga, innan fartygen återvände till Sverige. Året därpå deltog systerfartygen i ytterligare en utlandsresa. Denna gång gick resan tillsammans med pansarskeppen HMS Gustav V och HMS Drottning Victoria till den dåvarande tyska staden Swinemünde. Syftet med resan var att hämta stoftet från Drottning Victoria, som nyligen hade avlidit i Rom.

### Andra världskriget

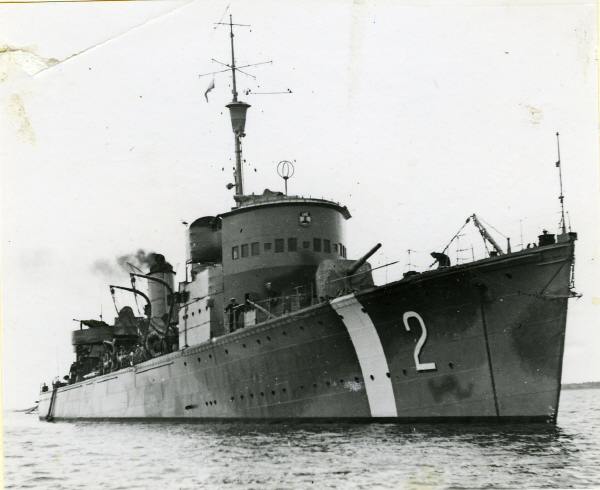
Nordenskjöld under andra världskriget med vita neutralitetsband och fartygsnummer 2.

Vid andra världskrigets utbrott var Nordenskjölds ångpannor i så dåligt skick att de behövde ersättas, men då den svenska flottan led brist på fartyg var detta tvunget att skjutas upp. Först vid trettondagshelgen 1940 påbörjades pannbytet vid Götaverken, och den 18 april samma år kunde fartyget åter sättas i tjänst i Göteborgseskadern.
I slutet av april låg fartyget i Kalvsund med hög beredskap mot kränkningar av svenskt territorium. En natt när Nordenskjöld låg ankrad på Marstrandsfjorden blev hon överflugen av tyska flygplan. Man öppnade eld med automatkanonerna och lyckades skjuta ned ett av flygplanen.
I september 1940 eskorterade Nordenskjöld det svenska tankfartyget M/T Sveadrott genom den spärr som under andra världskriget gick genom Skagerrak. Sveadrott var lastad med 13 700 ton olja från Mexikanska golfen på väg till Göteborg. För att passagen skulle tillåtas krävde de krigförande att fartyget skulle eskorteras genom Skagerrak av svenska örlogsfartyg, vilka skulle fungera som en garant för att ingen sida skulle försöka kapa henne. Till detta uppdrag utsågs jagaren Nordenskjöld och hjälpkryssaren Waria. I slutet av augusti målades blå-gula band i fören och aktern på jagaren och strålkastare monterades som lyste upp fartygets fasad. Besättningarna hölls ovetande om uppdraget, och fick endast veta att de skulle vara borta i minst tio dagar. Den 1 september lämnade fartygen Göteborg tillsammans med tankbåten Tvåan och gick mot Kristiansand på norska sydkusten. I vattnen utanför Strömstad sade fartygschefen till besättningen:
| ” | En konvoj är en bit av Sverige, utflyttad i havet. Den är okränkbar och skulle nå'n krigförande propsa på att visitera, så ska' det mötas med våld. | „ |
| – | |   |

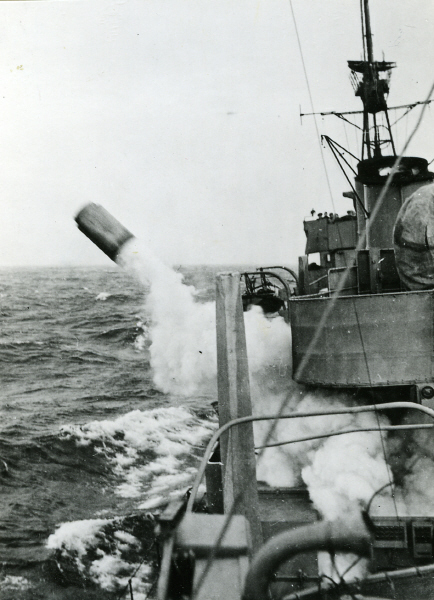
Sjunkbomb kastas, år 1950.

I Kristiansand bunkrades de båda örlogsfartygen, varefter de avgick mot mötesplatsen medan Tvåan kvarlämnades. På kvällen den 5 september mötte fartygen upp Sveadrott i Nordsjön mellan Bergen och Shetlandsöarna och hemresan påbörjades. Ett brittiskt spaningsplan och ett stort antal tyska bombplan siktades under färden, men inget av dessa gjorde något anfall och den 8 september anlände konvojen till Göteborg.
Från 1941 och resten av kriget ingick Nordenskjöld i Karlskronaeskadern, som var en del av Sydkustens militärdistrikt. De huvudsakliga arbetsuppgifterna var neutralitetsvakt och eskorterande av handelsfartyg längs med svenska kusten.

### Efter kriget
År 1951 till 1952 byggdes Nordenskjöld om till fregatt, varvid torpedbestyckningen och akterns kanon togs bort och ersattes av fyra 40 mm automatkanoner m/36. Vidare bestyckades hon med utrustning såsom hydrofon och sjunkbombsbestyckning för ubåtsjakt. Stridsledningscentral inrättades och radar installerades.
Nordenskjöld utrangerades den första april 1963, varefter hon användes som målfartyg. År 1964 såldes fartyget och skrotades i Göteborg.